# Карисалов, Михаил Юрьевич
Михаил Юрьевич Карисалов (род. 11 июня 1973, Ленинград, СССР) – российский промышленник, председатель правления и генеральный директор ООО «Сибур». Отвечает за текущее развитие и управление компании.

## Биография
Родился 11 июня 1973 года в Ленинграде.
В 1998 году окончил Российскую академию государственной службы при президенте РФ. В 2010 – Тюменский государственный нефтегазовый университет по специальности «химическая технология природных энергоносителей и углеродных материалов».

## Карьера
До 2003 года возглавлял бизнес по производству продуктов питания в Санкт-Петербурге.
В 2003 году по приглашению Александра Дюкова начал работу в холдинге СИБУР с должности советника президента.
До 2006 года последовательно занимал должности директора департамента материально-технического снабжения, руководителя службы материально-технического обеспечения и капитального строительства.
В 2006 году, реализовав задачу по формированию блока централизованных закупок, был переведен в город Нижневартовск на должность генерального директора ОАО «СибурТюменьГаз», где отвечал за развитие мощностей по переработке попутного нефтяного газа, выстраивание партнерств с недропользователями страны в ХМАО, ЯНАО и в Тюменской области.
С 2006 по 2011 год занимал пост вице-президента и руководителя дирекции углеводородного сырья СИБУРа, отвечавшей за сырьевое обеспечение компании.
В 2007 году вошёл в состав правления «СИБУР Холдинг», куда переизбирался в 2016 и 2021 годах.
С 2009 по 2012 был генеральным директором «Тобольск-Полимер» (входит в группу СИБУР). В этой должности Михаил Карисалов руководил в Тобольске строительством одноимённого промышленного комплекса по переработке компонентов попутного нефтяного газа (данный проект был включён Минпромторгом в список приоритетных проектов).  В результате был создан крупнейший на тот момент промышленный комплекс в Европе по производству полипропилена. С запуском «Тобольск Полимера» в 2013 году Россия стала нетто-экспортером данного вида нефтегазохимической продукции.
В 2012 году занял должности заместителя председателя правления и исполнительного директора ООО «СИБУР» (управляющая организация «СИБУР Холдинг»).
В 2016 году  назначен на пост главного операционного директора ООО «СИБУР». Под операционным управлением Михаила Карисалова выручка холдинга в 2018 году составила 568,7 млрд рублей, что на 114 млрд выше, чем в 2017-м и на 156,9 млрд рублей, чем в 2016-м.
В 2018-м «СИБУР Холдинг» формализовал сложившуюся в компании систему управления, разделив стратегическое и операционное руководство. После чего Михаила Карисалова назначили председателем правления и генеральным директором ООО «СИБУР». Он отвечает за текущее управление и развитие компании.
В 2019-2020 годах СИБУР под руководством Карисалова завершил строительство и пусконаладку нового комплекса «ЗапСибНефтехим», на базе которого в дальнейшем были объединены все производственные мощности компании в Тобольске. В конце 2020 года завод был выведен на полную мощность, по итогам первого полного года его работы Россия впервые в истории полностью обеспечила внутренний спрос по всем основным видам полиэтилена. Объединенная мощность предприятия в Тобольске по базовым полимерам составляет более 2,5 миллионов тонн продукции (1,5 млн т полиэтилена и 1 млн т полипропилена), на 2024 год это крупнейший в России нефтегазохимический комплекс.
В 2021 году СИБУР и ТАИФ объединили нефтегазохимические бизнесы компаний. Михаил Карисалов занял пост члена совета директоров ТАИФ, управлял процессами взаимной интеграции и развития активов. Одним из результатов объединения стал кратный рост масштаба бизнеса пластиков, эластомеров и органического синтеза по сравнению с 2020 годом – в результате этих процессов выручка компании в 2021 году составила 731,18 млрд руб., в 2022 году — 826 млрд руб., в 2023 – 1,09 трлн рублей.
На 2022 год управлял программами повышения производительности и ускоренного инвестиционного развития на Нижнекамскнефтехиме и Казаньоргсинтезе, занимал пост члена Совета директоров совместного проекта СИБУРа и китайского Sinopec – Амурского газохимического комплекса.
На 2024 год продолжает руководить СИБУРом, сочетая роли председателя правления и генерального директора компании.
С 2018 года входит в Наблюдательный совет Тюменского государственного университета.

## Благотворительность
С начала 1990-х годов собирает различные произведения искусства, продолжая дело своей матери. Выставки предметов из коллекции прошли в Государственном историческом музее, Государственном музее изобразительных искусств им. А.С.Пушкина, Государственном музее А.С.Пушкина, Музеях Московского Кремля, Мультимедиа Арт Музее, музеях-заповедниках «Павловск», «Петергоф», «Царское Село» и других.
Так, например, в рамках сотрудничества с Государственным музеем-заповедником «Царское Село» он предоставлял экспонаты из личной коллекции для выставок «Сокровища частной коллекции» в 2012 году и «Взгляд из прошлого» в 2016-м.
Среди прочего коллекция Карисалова включает предметы декоративно-прикладного искусства, антикварную наборную мебель и русскую портретную живопись XVIII–XIX веков.
Разыскивает и выкупает предметы, когда-то входившие в музейные собрания, с целью их возвращения в государственные музеи.
Семья Карисаловых с конца 1990-х передала музеям Петербурга и Москвы сотни исторических предметов. Среди наиболее известных музеев, которые поддерживает Карисалов — Государственный Эрмитаж, музеи Московского Кремля, ГМИИ им. А.С. Пушкина, Царское село, Петергоф.
Карисалов с 2001 года входит в Патриарший попечительский совет по восстановлению Валаамского монастыря.
В 2021 году вошел в состав попечительского совета музыкального коллектива «musicAeterna», работающего под руководством Теодора Курентзиса. С 2024 года является сопредседателем Попечительского совета Мультимедиа-арт-музея.

## Семья
Михаил Карисалов имеет греческие корни.
Дед – Иван Георгиевич Карисалиди жил в Сочи, куда его родители с пятью детьми переехали из Салоник в начале двадцатых годов XX века. При Сталине Карисалиди были депортированы вместе с другими греками Причерноморья в Красноярский край. В 1953 году переехал в Ленинград . Там стал крупным строительным руководителем.
Бабушка – Галина Николаевна Михайлова, коренная петербурженка, блокадница.
Мать – Ирина Ивановна Карисалова, преподаватель музыки по классу фортепиано. В конце 1980 годов начала собирать предметы декоративно-прикладного искусства, антикварную мебель, северную резную кость, русский портрет XVIII–XIX веков.
Жена – Елена Карисалова. В 2018 году основала фонд Still Art Foundation, который управляет собранием западной фэшн-фотографии XX–XXI веков, развивает и популяризирует фотоискусство.
Отец пятерых детей.

## Награды
- Благодарность Президента Российской Федерации (26 августа 2016) — за достигнутые трудовые успехи, активную общественную деятельность и многолетнюю добросовестную работу[49].
- Орден Дружбы (6 августа 2021) — за достигнутые трудовые успехи и многолетнюю добросовестную работу[50].
- Орден «За заслуги в культуре и искусстве» (22 июля 2024) — за большой вклад в развитие отечественной культуры и искусства, многолетнюю плодотворную деятельность[40][51].
- Звание «Почётный работник топливно-энергетического комплекса» Министерства Энергетики России (2023)[52].
- Премия Правительства Российской Федерации в области туризма (2018) — за проект по созданию культурно-туристского кластера «Тобольск — духовная сила России»[53].
- Премия «Меценат года» Министерства культуры (2019)[27][54].
- Орден Славы и Чести II степени (2023)[55].
- Орден Серафима Саровского II степени[3].
- Орден Св. Даниила Московского II степени[3].
- Медали РПЦ Московского патриархата[3].